# كسر الساق

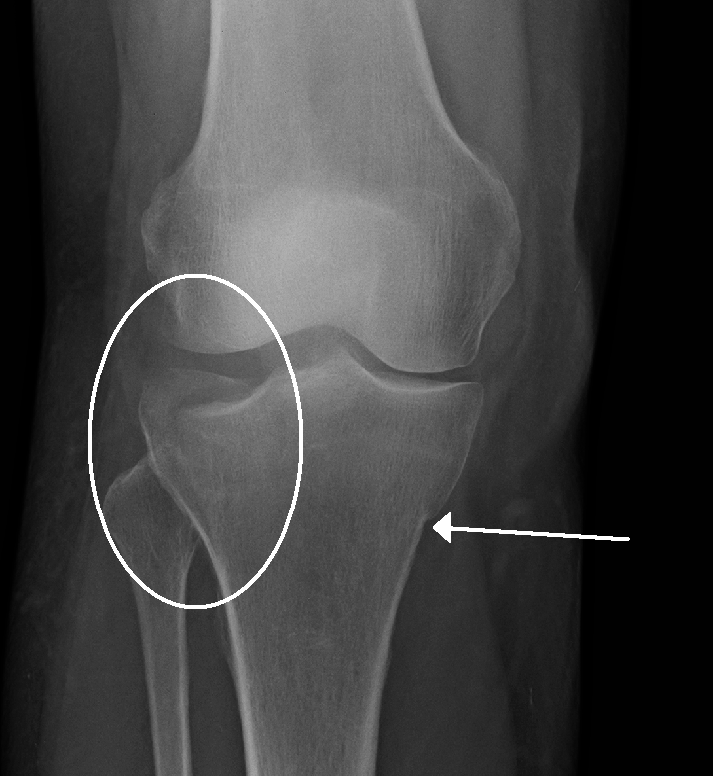
كسرٌ في الهضبة الظنبوبية

كسرٌ قاصٍ في الظنبوب

كسر الساق أو الكسر السَّاقي هو كسرٌ في عظم الساق، وقد يكون في الظنبوب أو الشظية أو كليهما.

## كسور الظنبوب
- كسر كعبي مفتت
- كسر الهضبة الظنبوبية
- كسر جسم الظنبوب [الإنجليزية]
- كسر المصد [الإنجليزية]، وهو كسرٌ في الهضبة الظنبوبية الوحشية بسبب حدوث أوراحٍ قصريٍ على الركبة
- كسر سيغوند [الإنجليزية]، وهو كسرٌ قلعيٌ في الظنبوب
- كسر غوسلان [الإنجليزية]، وهو كسورٌ في سقف الظنبوب إلى شظايًا أمامية وخلفية.[1]
- كسر الأطفال، وهو كسرٌ حلزوني وغيرُ منزاحٍ في الثلث القاصي إلى النصف القاصي من الظنبوب.[2]

## كسور الشظية
- كسر ميزنيوف، وهو كسرٌ حلزونيٌ في الثلث الداني من الشظية، ويرتبط مع تمزقٍ في المرتبط الظنبوبي الشظوي الداني والغشاء بين العظمين.
- كسر واغستاف ولوفورت القلعي [الإنجليزية]، وهو كسرٌ عموديٌ في الجزء الأمامي-الإنسي من الشظية القاصية مع قلعٍ في الرباط الظنبوبي الشظوي الأمامي [الإنجليزية].[3]
- كسر بوزورث [الإنجليزية]، وهو كسرٌ مع خلعٍ خلفيٍ ثابتٍ مصاحبٌ للجزء الشظوي الداني الذي يصبح محتبسًا خلف الحدبة الظنبوبية الخلفية. تحدث الإصابة بسبب الدوران الخارجي الحاد للكاحل.[4]
- كسر فولكمان، وهو كسرٌ في الحافة الوحشية الخلفية للشظية القاصية.[5]

## كسور مشتركة بين الظنبوب والشظية
- كسر كعبي ثلاثي [الإنجليزية]، وهو كسرٌ يحدث في الكعب الوحشي والكعب الإنسي والجزء الخلفي القاصي من الظنبوب.
- كسر الكعبين [الإنجليزية]، وهو كسرٌ يحدث في الكعب الوحشي والكعب الإنسي.
- كسر بوت [الإنجليزية]، وهو مصطلحٌ قديمٌ يُطبق بشكل فضفاضٍ على مجموعةٍ متنوعةٍ من كسور كعبي الكاحل.[6]